# 小野寺五典
小野寺五典（日语：／，1960年5月5日—），日本政治人物，自由民主黨黨員。出身於宮城縣氣仙沼市。共當選6屆眾議院議員。在自民黨內屬於宏池會（岸田派）。
2012年首次入閣，出任第二次安倍內閣的防衛大臣。歷任外務大臣政務官、外務副大臣等職務。2017年再次入閣，擔任防衛大臣。

## 生平
出生於宮城縣氣仙沼市。先後就讀於宮城縣氣仙沼高等學校、東京水產大學水產學部海洋環境工學科（現在的東京海洋大學海洋科學部）。大學畢業後1983年回到宮城縣就職，進行水產資源的研究。作為宮城縣職員初任地是志津川町（現在的南三陸町），在那裡工作了5年。1990年，辭職進入松下政経塾學習（第11期生）。
1993年，東京大學大學院法學政治學研究科碩士課程畢業，之後到東北福祉大學擔任專任講師，1996年就任助理教授。
1997年、眾議院宮城縣第6區的議員菊池福治郎因違反《公職選舉法》辭職，需進行補選，小野寺作為自由民主黨公認候選人參加補選並順利當選。但後來被揭發小野寺陣營在選舉也存在違反《公職選舉法》行為，小野寺被迫在2000年辭職。
辭職之後，他歷任約翰·霍普金斯大學高等國際問題研究所客席研究員、學校法人增子學園（東北福祉情報専門學校）理事長、東北福祉大學特任講師。期間還在東北放送電台的節目擔任評論員。
2003年，小野寺的公民權停止處罰解除。當年大選他再次接受自民黨公認參選，終於重返國會。
2005年大選組成的第三次小泉內閣，小野寺就任外務大臣政務官。2007年7月第一次安倍改造內閣，他被安排就任外務副大臣，不久後福田康夫內閣建立，他得以留任。期間伊朗發生日本公民被綁架事件，小野寺擔任外務省緊急對策本部長。
2009年大選，自民黨大敗，但在小野寺的選區，他依然大勝對手菅野哲雄（社會民主黨）5萬多票，並成功阻止菅野比例復活。連任後，小野寺就任自民黨宮城縣連會長。自民黨下野後的總裁選舉，小野寺一度準備出馬，但是最終放棄參選。他認為「黨的再生需要展現中堅、年輕議員的存在感，必須打破古舊的體制才能煥然一新」，因此沒有投票給同派的谷垣禎一，而是投給為公會（麻生派）的河野太郎。2010年10月，就任自民黨影子內閣外務大臣。
2010年在釣魚島海域發生中日撞船事件，小野寺發現Google地圖同時標示日、中兩國在釣魚台列嶼的地名（日本：尖閣諸島、魚釣島；中國：釣魚群島、釣魚島），於是訪問Google日本法人要求刪除中方地名。
2011年3月，東日本大地震，小野寺老家的住宅受海嘯襲擊全毀。
2012年大選，自民黨大獲全勝重新執政，小野寺成為第二次安倍內閣的防衛大臣。
2013年1月16日日本前首相鸠山由纪夫访华，并在与中方官员会谈中承认钓鱼岛存在主权争议，结果此举遭到了小野寺强烈批评，他在17日晚在参加日本富士广播电台一档节目时说“发言与日本政府的立场严重相反。虽然不应该说，但一瞬间有一个词出现在我脑子里，那就是国贼。”

## 著書
- 「一票の値段－有権者の権利が危ない! 棄権しても政治のツケは払わされる－」三天書房、1996年2月、ISBN 4883460029 （日語）

## 論文
- CiNii収録論文 （页面存档备份，存于） 国立情報学研究所 （日語）

## 外部連結
- 官方网站 （日語）
- 小野寺五典的X（前Twitter） （日語）

| 政府职务                          | 政府职务                                                | 政府职务                              |
| --------------------------------- | ------------------------------------------------------- | ------------------------------------- |
| 前任： 森本敏                     | 防衛大臣 2012年—2014年                                  | 繼任： 江渡聰德                       |
| 前任： 岩屋毅 淺野勝人            | 外務副大臣 2007年—2008年                                | 繼任： 伊藤信太郎 山本一太            |
| 前任： 松宮勳、荒井正吾、田中和德 | 外務大臣政務官 與福島啟史郎、河井克行共同 2004年—2005年 | 繼任： 山中燁子、伊藤信太郎、遠山清彥 |